# Roald Amundsen
Roald Engelbregt Gravning Amundsen, född 16 juli 1872 i Borge nära Sarpsborg i Østfold fylke, död 18 juni 1928 nära Björnön på Svalbard, var en norsk polarforskare.
Amundsen är tillsammans med Fridtjof Nansen Norges mest ansedde upptäcktsresande. Han var den förste som lokaliserade den magnetiska sydpolen, den förste som seglade genom Nordvästpassagen, den förste att nå fram till den geografiska sydpolen, den förste att bevisligen nå fram till nordpolen, samt den förste som nådde både sydpolen och nordpolen. Dessutom var han en av de första som använde luftskepp och flygplan i polarforskningen. Amundsen försvann i juni 1928 i en räddningsaktion efter luftskeppet Italia som havererat nära Björnön.

## Biografi

### Barndom och ungdom

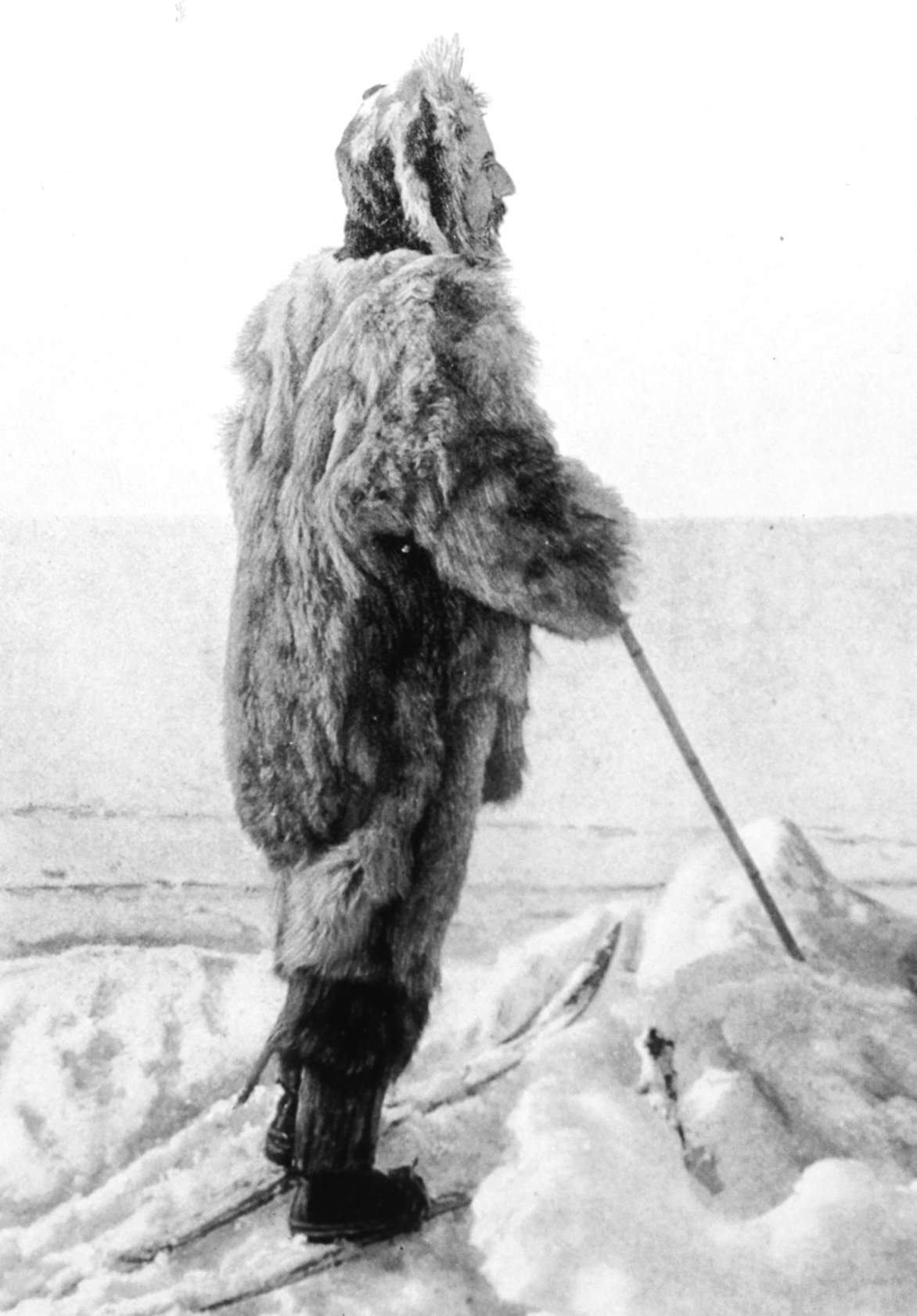
Amundsen på isen

Roald Amundsen föddes som skeppsredaren Jens Amundsens och fogdedottern Gustava Sahlquists yngsta son. Fadern dog när Roald Amundsen var 14 år och hans tre äldre bröder blev likt fadern sysselsatta med skeppsfart. Själv inledde han, enligt moderns önskan, studier i medicin. Hans mor avled dock då han var 21 år, varefter han avbröt läkarstudierna. Han inspirerades av att Fridtjof Nansen korsade Grönland 1888 och bestämde sig för att viga sitt liv till upptäcktsfärder. Det var de arktiska och antarktiska områdena som fascinerade honom.
Han var tvungen att skaffa sig erfarenhet från sjön, och hans första arbete var ombord på ett sälfångstskepp. Han tog styrmansexamen vid Christiania Sjømandsskole 1895. Skepparexamen tog han 1905, i samband med förberedelserna inför uppdraget med "Fram".
Även om han aldrig gifte sig var han en kort tid fosterfar till två inuiter, Camilla och Kakonitta, som han tog med sig hem från Sibirien. Den ena hade förlorat sin mor, och den andra skulle hålla den moderlösa sällskap. De bodde i Uranienborg i Svartskog, Oppegård kommun där de även gick i skola.
Under Amundsens levnadstid höll han sitt privatliv stängt för allmänheten. Först efter hans död har historikerna grävt fram information om romanser med olika gifta kvinnor. En av dem var änkan Bess Magids från Alaska, som bodde i Svartskog en vinter.
Han köpte sitt bostadshus Uranienborg vid Bunnefjorden 1908. Han planerade alla sina expeditioner i hemmet. Han bodde i huset fram till sin död 1928. Huset är idag ett museum. Amundsen fick ett antal ordnar och priser under sin levnadstid, både utländska och norska. År 1917 gav han emellertid tillbaka alla tyska priser på grund av deras ubåtskrig. Amundsen blev förste ordförande i Norges flygklubb.

### Belgica-expeditionen
Amundsen visste om att den belgiska forskaren Adrien de Gerlache hade planer på en resa till Antarktis med Belgica. Målet med expeditionen skulle vara att hitta den magnetiska sydpolen. Han sökte upp Gerlache, mönstrade på och blev befordrad till förstestyrman före avresan sommaren 1897. Även om det inte var planerat, frös skeppet fast i den antarktiska isen. Expeditionen blev därmed den första som övervintrade på Antarktis. Under de tretton månader skeppet var fast i isen var Amundsen med på flera kortare slädturer på upp mot en vecka.
Expeditionen drabbades av skörbjugg. Gerlache förbjöd männen att äta säl- och pingvinkött. När Gerlache var så dålig att han blev sängliggande bröt läkaren ombord, Frederick Cook, förbudet och började jaga och servera det färska köttet till expeditionsmedlemmarna. Detta blev nyttig kunskap vid senare expeditioner. Förhållandet till de Gerlache blev problematiskt under övervintringen. Detta skedde bland annat på grund av att expeditionsledaren hade skrivit under ett kontrakt om att expeditionen alltid skulle vara under belgisk ledning, som innebar att om de två som var över Amundsen i rang dog kunde han inte ta befälet över expeditionen.[källa behövs] Belgica-expeditionen var den enda gången Amundsen inte var ledare för en expedition han var med på. Amundsen blev under expeditionen nära vän till Cook, en vänskap som skulle vara livet ut.
Då han mönstrade av Belgica 13 månader senare, tilldelades han den belgiska Leopoldsorden. Efter detta började han och förbereda sin egen expedition, som genomfördes med skeppet Gjøa.

### Nordvästpassagen

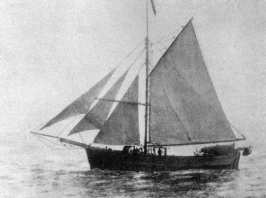
"Gjøa"

Amundsen ledde 1903 den första expeditionen som tog sig igenom Nordvästpassagen mellan Atlanten och Stilla havet med båten "Gjøa". Med på expeditionen var bland annat Helmer Hanssen och Oscar Wisting, som bägge senare skulle vara med på expeditionen till Sydpolen och andra expeditioner som Amundsen organiserade.
Expeditionen reste via Baffinbukten, Lancastersundet, Peelsundet, James Ross Strait och Raesundet, och tillbringade två vintrar i isen. De kunde därmed utforska land och isområden från platsen som idag kallas Gjoa Haven, Nunavut i Kanada.
Under denna tid studerade Amundsen Netsilik-befolkningen i området för att lära sig arktiska överlevnadstekniker, och studerade bland annat deras klädesvanor. Han lärde sig också att använda slädhundar från denna befolkning. De fortsatte söderut till Victoriaön, och fartyget lämnade den arktiska ögruppen den 17 augusti 1905, men måste stanna för vintern innan de skulle kunna fortsätta till Nome på Alaskas stillahavskust. I Eagle City, även det i Alaska, som låg 800 km bort, fanns en telegrafstation, och dit reste Amundsen över land för att skicka ett telegram om att han hade nått sitt mål den 5 december 1905. Nome nåddes 1906. De måste igenom farvatten där vattendjupet på vissa platser bara var en meter, så ett större skepp kunde inte ha klarat av att genomföra resan. Värdet av att konstatera segelbarheten genom passagen var begränsad. Nordvästpassagen har varit av ringa betydelse för sentida sjöfartyg.
En större betydelse hade resan för Norges självaktning. Landet hade just blivit självständigt och firade Amundsen som nationalhjälte. Han tilldelades Sankt Olavs Orden i klassen storkors.

### Amundsen till Sydpolen

Amundsens väg till Sydpolen.

Amundsen förberedde en expedition med Nansens polarskuta Fram för att bli förste man att nå nordpolen, men ändrade planerna när det stod klart att Robert Edwin Peary hunnit före. I stället ändrade han i hemlighet expeditionens inriktning mot att nå sydpolen först. Först på väg söderut, på Madeira underrättade han besättningen och via telegram sin konkurrent, den brittiske sjöofficeren Robert Scott, om sina avsikter.
Amundsen styrde Fram mot Rossbarriären på Antarktis som fartyget nådde den 14 januari 1911. Här byggdes baslägret Framheim som var 111 km närmare polen än Scotts läger. Däremot var Scotts sträcka mot Sydpolen i stort sett bekant på grund av Scotts och Ernest Shackletons tidigare resor. Amundsens uppgift var att leta efter en ny sträcka genom de Transantarktiska bergen. Manskapet skapade under de följande månader flera depåer med proviant och förbättrade sin utrustning. Den norska expeditionen bestående av Amundsen och fyra medhjälpare (Olav Bjaaland, Helmer Hanssen, Sverre Hassel och Oscar Wisting) började sin vandring mot Sydpolen den 20 oktober 1911 med hjälp av hunddragna slädar. Den 14 december 1911 nådde de sydpolen, fem veckor före Scott och hans kamrater som alla dog på vägen tillbaka.

### Senare resor
Under första världskriget var Amundsen även politiskt aktiv. Han kritiserade offentligt det tyska ubåtskriget och lämnade tillbaka en utmärkelse som han tidigare hade fått av den tyska kejsaren.
Mellan 1918 och 1925 reste Amundsen med skeppet Maud från Atlanten till Stilla Havet norr om Skandinavien och Ryssland genom nordostpassagen. Under resan drabbades Amundsen av olika olyckor. Han fick i september 1918 en fraktur vid vänster skuldra, den 8 november blev han anfallen av en isbjörn och i december blev han vid vetenskapliga arbeten förgiftad av kolmonoxid. Amundsen själv berättade senare att förgiftningen var en händelse av mindre betydelse men hans läkare citerades med följande uttalande: "Det var en elak historia och hans hjärta återhämtade sig efteråt aldrig på riktigt".
År 1925 gjorde han ett misslyckat försök att nå nordpolen med flygplan. Hans kompanjon var amerikanaren Lincoln Ellsworth och med två flygplan av typ Dornier Wal nådde de fram till 87° 44' nordlig bredd. Vid landningen på isen förstördes ett av flygplanen och expeditionen behövde mer än tre veckor för att bygga en startbana åt det andra flygplanet.

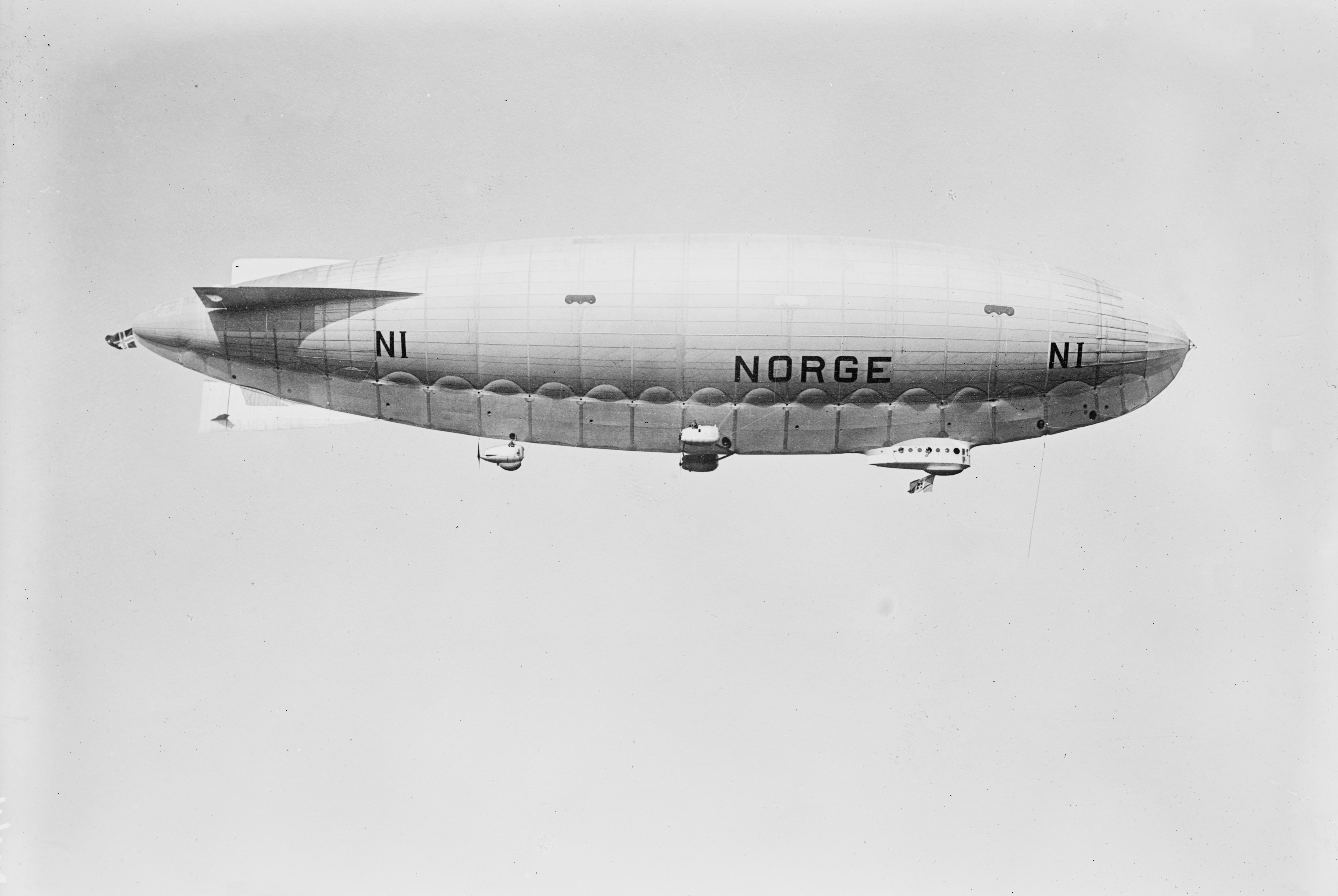
Luftskeppet Norge

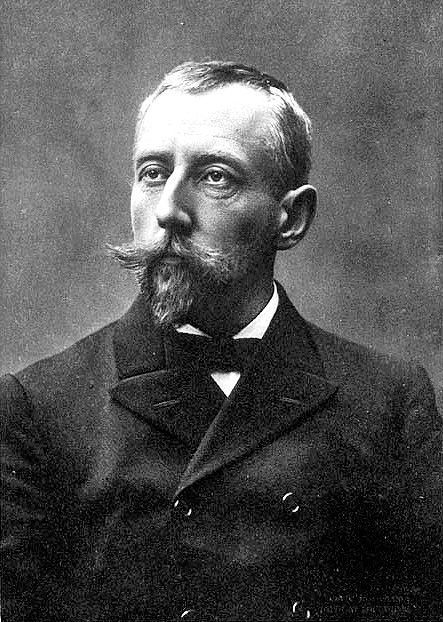
Amundsen ca 1907

1926 utförde han en resa tillsammans med bland andra Umberto Nobile, italiensk luftskeppspionjär, och den amerikanske miljonären Lincoln Ellsworth från Spetsbergen till Alaska med luftskeppet "Norge". Med på resan följde en stor besättning med mekaniker, väderobservatörer och radiotelegrafister eftersom luftskeppet hade utrustats med en kraftfull radiosändare och mottagare. Den 12 maj nådde de nordpolen och Amundsen blev på så sätt, tillsammans med Oscar Wisting, den förste att ha befunnit sig på båda polerna. I Amundsens livstid tillerkändes inte Norge-expeditionen att vara först att flyga över nordpolen eftersom amerikanen Richard Byrd påstod sig ha flugit över nordpolen med sitt flygplan tre dagar tidigare. Efter andra världskriget blev Richard Byrds nordpolsflygning avslöjad som lögn. Han hade cirklat vid Svalbard ett och ett halvt dygn. Eftersom alla anspråk på att ha nått nordpolen före Norge är omtvistade eller motbevisade, är Amundsen den förste att bevisligen ha nått fram till nordpolen, tillsammans med övriga besättningsmedlemmar på Norge.
Amundsen kom att bli kritiserad för sina luftskeppsresor och han hamnade också i finansiella svårigheter.
Troligtvis omkom Amundsen den 18 juni 1928 i ett flygplanshaveri i närheten av Björnön vid Svalbard, när han letade efter Umberto Nobiles expedition som tidigare havererat med luftskeppet Italia.

## Eftermäle och i kulturen

### Namngivningar
Den amerikanska forskningsstationen på Sydpolen Amundsen-Scott-basen som inrättades 1956 bär hans namn och namnet av rivalen Robert Falcon Scott. Dessutom påminner Amundsenhavet väster om Antarktiska halvön, kratern Amundsen på månen och en av de två miniatyrrobotarna som ingick i NASA-programmet Deep Space 2 om Amundsen. I Fredrikstad finns ett museum med minnesplats. Den norska fregatten KNM Roald Amundsen har fått sitt namn efter honom.
Asteroiden 1065 Amundsenia är uppkallad efter honom.